# Église de la Nativité-de-Notre-Dame de Montbozon
Pour les articles homonymes, voir Église de la Nativité.
L'église de la Nativité-de-Notre-Dame est une église catholique située à Montbozon, en France.

## Localisation
L'église est située sur la commune de Montbozon, dans le département français de la Haute-Saône.

## Historique
L'édifice est inscrit au titre des monuments historiques en 2003.